# Ablerus nympha
Ablerus nympha är en stekelart som beskrevs av Girault 1913. Ablerus nympha ingår i släktet Ablerus och familjen växtlussteklar. Inga underarter finns listade i Catalogue of Life.